# دبور برازيلي
الدبور البرازيلي (باللاتينية: Polybia paulista)
يقوم الدبور البرازيلي الاجتماعي (اجتماعي: أي يعيش وسط مجموعة كبيرة من أقرانه) "Polybia paulista" بحماية نفسه من المتوحشين عن طريق إنتاج سم، له مُكوّن يستطيع محاربة السرطان. في دراسة نُشرت في جريدة Biophysical" Journal" في 1 سبتمبر تم إيضاح طريقة عمل السم الذي يُسمى "MP-1 Polybia-MP1" والذي ينتقي خلايا السرطان ليدمرها بدون إيذاء الخلايا الطبيعية. حيث أن سم "MP1" يتفاعل مع الدهون (الليبيد) الذي يتوزع بأسلوب غير طبيعي على خلايا السرطان، حيث يدمر الدهون تاركًا بذلك فتحات كبيرة تسمح بتسريب جزيئات أساسية لوظيفة الخلية.
يقول أحد الباحثين، بول بيلز"Paul"من جامعة ليدز بالمملكة المتحدة: “فئة أدوية علاج السرطان التي تهاجم التكوين الدهني لغشاء الخلية ستكون فئةً حديثةً تمامًا من الأدوية المضادة للسرطان. ويمكن أن يساعد هذا في تطوير أنظمة دوائية تجميعية جديدة (تجميعية: تعني استخدام نوعين من العلاج أو أكثر في نفس الوقت لمعالجة أجزاء مختلفة من الخلايا السرطانية معًا)”.
كما يحارب سم"MP1"الميكروبات عن طريق مهاجمة غشاء الخلية البكتيرية. لذا فإن حماية الخلايا من السرطان تظهر كصفة توافقية أخرى لهذا الببتيد، حيث أنه يستطيع حماية الجسد من تكوين سرطان البروستاتا والمثانة، وأيضًا حمايته من سرطانات الدم التي تقاوم أدوية السرطان المعتادة. ولكن، حتى الآن، لا يبدو واضحًا كيف ينتقي"MP1"الخلايا السرطانية لتدميرها مع ترك الخلايا الطبيعية سليمة.
يشتبه الباحثون أن السبب له علاقة بالخصائص الفريدة لأغشية الخلايا السرطانية. حيث أن أغشية الخلايا الطبيعية تحتوي على دهون مفسفرة، فوسفوليبيدات "phospholipids"تسمى فوسفاتيديل سيرين"phosphatidylserine"وفوسفاتيديل إيثانول أمين"phosphatidylethanolamine"وتكون هذه الدهون على الجهة الداخلية من الغشاء الطبيعي مواجهةً داخل الخلية. ولكن في الخلايا السرطانية، نفس هذه الدهون، تواجه الجهة الخارجية من غشاء الخلية، حيث تقابل العالم الخارجي وليس سيتوبلازما الخلية.
اختبر الباحثون نظريتهم عن طريق صنع نماذج أغشية تحوي هاتين المادتين الدهنيتين على الغشاء الخارجي معرضتين لـ"MP1". واستخدموا نطاقًا واسعًا من التقنيات التصويرية والفيزيائية لتوضيح آثار"MP1"التدميرية على الأغشية. وبصورة مفاجئة لاحظوا أن:
-وجود الفوسفاتيديل سيرين"Phosphatidylserine"يزيد من ارتباط السم"MP1"بغشاء الخلية بحوالي 7 أو 8 مرات.
بينما
-وجود الفوسفاتيديل إيثانول أمين"Phosphatidylethanolamine"
قام بتحسين القدرة التدميرية للسم"MP1"على غشاء الخلية، مما تسبب في زيادة حجم الفتحات الناتجة عن السم بمقدار 20 إلى 30 مرة قدر حجم الفتحة الطبيعي.
(الطبيعي هو المقارنة بين الخلايا السرطانية والخلايا الطبيعية)
يقول العلماء:” هذه الفجوات التي تتكون في غضون ثواني تسمح بتسرب جزيئات شديدة الأهمية كالبروتينات و"RNA"من الخلية. هذا التحسن الدراماتيكي في تسرب الخلية الذي سببه الببتيد في وجود الدهن المفسفر، وأبعاد الفجوة التي لاحظناها، كانتا شيئًا مفاجئًا جدًا”.
في الأبحاث المقبلة، يأمل الباحثون بأن يقوموا بتغيير تركيب الأحماض الأمينية في "MP1" لدراسة علاقة هذا التركيب بوظيفته مما يفتح أبواب تحسين فعاليته وقدرته الاختيارية للأغراض المعملية
“فهم ميكانيكية عمل هذا الببتيد ستساعد في ترجمة أبحاثنا إلى لغة أكثر اكلينيكية لإدخال هذا الببتيد في مجال الطب. حيث أن شيئًا مثله، عالي الاختيارية وقليل السمية على الخلايا الطبيعية، يمكن أن يكون آمنًا. لكننا نحتاج عملًا إضافيًا لتأكيد هذا”.